# Lương long cổ dài
Diplodocidae là một họ khủng long sauropod từng sinh sống từ kỷ Jura muộn đến đầu kỷ Phấn trắng, với hóa thạch được tìm thấy tại châu Âu, châu Phi và châu Mỹ ngày nay.

## Phân loại
- Amphicoelias
- Apatosaurinae
  - Apatosaurus
  - Atlantosaurus
  - Brontosaurus
- Diplodocinae
  - Barosaurus
  - Diplodocus
  - Kaatedocus
  - Leinkupal
  - Supersaurus
  - Tornieria